# Carl Dolmetsch
Carl Frederic Dolmetsch (* 23. August 1911 in Fontenay-sous-Bois; † 11. Juli 1997 in Haslemere) war ein englischer Blockflötist.

## Leben und Wirken
Dolmetsch wuchs in einer Musikerfamilie auf. Sein Vater Arnold Dolmetsch war ausgebildeter Musiker und Instrumentenbauer und ein Pionier der historischen Aufführungspraxis in England. Seine Schwestern Cecile und Natalie spielten Gambe, sein Bruder Rudolph spielte neben der Gambe auch Clavichord und betätigte sich als Dirigent und Komponist.
Dolmetsch wurde zuerst von seinem Vater unterrichtet und studierte dann Flöte bei Carl Flesch und Antonio Brosa. Daneben beherrschte er auch sämtliche Instrumente der Violinfamilie. 1925 trat er beim ersten Haslemere Festival für alte Musik auf, das in jenem Jahr von seinem Vater gegründet worden war. In den folgenden Jahren wurde er der international bekannteste Blockflötenvirtuose und bekam den Spitznamen Mr. Recorder. 1932 lernte er den Pianisten Joseph Saxby kennen, der sechzig Jahre lang sein Klavierbegleiter war. Neben der Alten Musik zählten auch Werke zeitgenössischer Komponisten wie Lennox Berkeley, York Bowen, Herbert Murrill, Arnold Cooke, Cyril Scott, Francis Chagrin, Hans Gál, Gordon Jacob, Walter Leigh, Nicholas Maw, Stephen Dodgson, Jean Françaix und Edmund Rubbra zu Dolmetschs Repertoire.
Nach dem Tod des Vaters 1940 übernahm er die Leitung des Haslemere Festivals, die er kurz vor seinem Tod 1996 an seine Tochter Jeanne Dolmetsch übergab. Er gewann für das Festival Musiker wie den Oboisten Léon Goossens, die Sängerin Elizabeth Harwood, die Pianistin Ruth Dyson, den Lautenisten Robert Spencer und die Geigerin Rachel Podger. 1937 gründete er mit Edgar Hunt die Society of Recorder Players, deren erster musikalischer Direktor er wurde. 1939 gab er das erste von 45 jährlichen Konzerten mit Saxby in der Wigmore Hall.
Im Jahr 1948 gründete er die Dolmetsch International Summer School für junge Instrumentalisten, deren Leiter er bis 1997 war. Bereits seit 1926 war Dolmetsch für die Blockflötenproduktion in der Instrumentenbaufirma seines Vaters verantwortlich. Für seine Erfindung der Kunststoff-Blockflöte für den Musikunterricht wurde er 1954 als Commander of the British Empire ausgezeichnet. Ab 1963 übernahm er die Leitung des Familienunternehmens, die er bis zu seinem Tod innehatte. 
1960 zeichnete die University of Exeter Dolmetsch mit einem Ehrendoktortitel aus. Das Trinity College of Music und das London College of Music wählten ihn zum Ehrenmitglied. Die Art Workers Guild, deren Mitglied er war, ernannte ihn 1989 zum Meister. Sein Sohn François Dolmetsch schlug zunächst in Cali, Kolumbien eine Laufbahn als Photograph ein, kehrte später zur Musik zurück und wirkte eine Zeit lang als Dirigent des Orquesta Filarmónica de Cali; danach widmete er sich wieder überwiegend der Photographie. Seine Tochter Marguerite, die Zwillingsschwester von Jeanne, spielte Gambe und Blockflöte. Sein jüngster Sohn Richard, der 1961 die Goldmedaille bei der La Royaume de Musique in Paris gewann, verstarb bereits 1966 im Alter von 21 Jahren.